# Tompkins Table
Die Tompkins Table ist ein jährliches Ranking der University of Cambridge. Betrachtet werden dabei die einzelnen Colleges der University of Cambridge und die dazugehörigen undergraduates, deren Leistungen in jährlichen Abschluss-Examina der Universität einen ausschlaggebenden Indikator im Ranking darstellen. Benannt wurde die Tompkins Table nach Peter Tompkins, einem  Mathematik undergraduate, der im Jahr 1981 dieses Ranking ins Leben rief.
Die Tompkins Table erscheint exklusiv für die britische Tageszeitung „The Independent“.
Das Pendant in Oxford zur Tompkins Table heißt Norrington Table, welche im Jahr 1986 entstand.

## Methode
Ein First Class degree in einem Abschluss-Examen der undergraduates wird mit fünf Punkten bewertet. Drei Punkte werden einem Upper Second (2-1) vergeben. Ein Lower Second (2-2) bekommt zwei Punkte und einen Punkt gibt es für ein Third. Die bewerteten Punkte in jedem Studienfach sind unabhängig voneinander, da man hier darauf Rücksicht nimmt, dass die Proportion von Studienfächern collegeabhängig ist. Beispielsweise wird das Fach Geographie in Pembroke und Peterhouse nicht angeboten. Ferner gilt es zu bedenken, dass es in manchen Studienfächern schwieriger ist, ein First Class degree zu erzielen als in anderen.
Die Tompkins Scores in der Tabelle als Resultat drücken den erreichten Prozentanteil der insgesamt zu erreichenden Punkte eines Colleges im Ranking aus. Je höher der Prozentanteil eines Colleges, desto weiter oben ist es in der Tompkins Table.
In den letzten Jahren belegte Emmanuel College den besten Platz, gefolgt vom Trinity College auf Platz 2. Da nur die Leistungen von undergraduates untersucht werden, sind 29 Colleges von insgesamt 31 Colleges der University of Cambridge auf der Tompkins Table präsent. Zwei Colleges, nämlich Clare Hall und Darwin, sind ausschließlich für postgraduates und deshalb nicht im Ranking vertreten.
Dieses Ranking ist nicht repräsentativ, da das St. Edmund's College, die Hughes Hall, das Lucy Cavendish College, und das Wolfson College die sogenannten Mature Colleges sind, in welche sich ausschließlich Studierende ab einem Mindestalter von 21 Jahren einschreiben können und die undergraduates somit nicht eine Mehrheit der Colleges darstellen, was die Position dieser Colleges im unteren Bereich der Tompkins Tabelle erklärt.

## Rankings
Tompkins Table von 2010:
| Position | College                    | Tompkins Score (%) | Firsts (%) |
| -------- | -------------------------- | ------------------ | ---------- |
| 1        | Emmanuel College           | 69,11 %            | 33,20 %    |
| 2        | Trinity College            | 67,15 %            | 32,10 %    |
| 3        | Churchill College          | 67,08 %            | 29,00 %    |
| 4        | Trinity Hall               | 66,02 %            | 25,10 %    |
| 5        | Magdalene College          | 65,31 %            | 24,30 %    |
| 6        | Selwyn College             | 64,88 %            | 23,70 %    |
| 7        | Peterhouse                 | 64,88 %            | 23,70 %    |
| 8        | Clare College              | 64,19 %            | 23,50 %    |
| 9        | St Catharine’s College     | 64,15 %            | 23,80 %    |
| 10       | Pembroke College           | 64,04 %            | 24,10 %    |
| 11       | Gonville and Caius College | 63,72 %            | 24,20 %    |
| 12       | Christ’s College           | 63,62 %            | 22,00 %    |
| 13       | Corpus Christi College     | 63,48 %            | 21,60 %    |
| 14       | King’s College             | 62,69 %            | 23,40 %    |
| 15       | Downing College            | 62,42 %            | 18,60 %    |
| 16       | Jesus College              | 62,32 %            | 19,70 %    |
| 17       | Queens’ College            | 62,16 %            | 22,60 %    |
| 18       | Sidney Sussex College      | 61,86 %            | 20,30 %    |
| 19       | Robinson College           | 61,79 %            | 18,30 %    |
| 20       | St John’s College          | 61,73 %            | 19,10 %    |
| 21       | Girton College             | 60,38 %            | 16,40 %    |
| 22       | Fitzwilliam College        | 59,56 %            | 16,20 %    |
| 23       | Murray Edwards College     | 59,53 %            | 14,30 %    |
| 24       | Wolfson College            | 59,51 %            | 10,90 %    |
| 25       | Newnham College            | 58,73 %            | 14,20 %    |
| 26       | Homerton College           | 58,65 %            | 14,60 %    |
| 27       | Hughes Hall                | 57,98 %            | 16,40 %    |
| 28       | St Edmund’s College        | 54,68 %            | 8,00 %     |
| 29       | Lucy Cavendish College     | 52,45 %            | 11,70 %    |

| College                                    | 2000 | 2001 | 2002 | 2003 | 2004 | 2005 | 2006 | 2007 | 2008 | 2009 | 2010 | Mittelwert |
| ------------------------------------------ | ---- | ---- | ---- | ---- | ---- | ---- | ---- | ---- | ---- | ---- | ---- | ---------- |
| Christ's College                           | 1    | 1    | 4    | 2    | 2    | 4    | 6    | 2    | 8    | 13   | 12   | 5.0        |
| Churchill College                          | 15   | 9    | 10   | 9    | 19   | 18   | 13   | 15   | 6    | 7    | 3    | 11.2       |
| Clare College                              | 9    | 6    | 3    | 6    | 4    | 9    | 12   | 17   | 13   | 18   | 8    | 9.5        |
| Corpus Christi College                     | 10   | 20   | 18   | 7    | 10   | 16   | 8    | 8    | 9    | 10   | 13   | 11.8       |
| Downing College                            | 8    | 10   | 8    | 12   | 17   | 15   | 11   | 3    | 12   | 15   | 15   | 11.5       |
| Emmanuel College                           | 3    | 2    | 2    | 1    | 1    | 5    | 1    | 1    | 2    | 2    | 1    | 1.9        |
| Fitzwilliam College                        | 21   | 13   | 20   | 20   | 15   | 13   | 19   | 14   | 21   | 21   | 22   | 18.1       |
| Girton College                             | 18   | 17   | 16   | 17   | 25   | 24   | 22   | 21   | 22   | 20   | 21   | 20.3       |
| Gonville and Caius College                 | 12   | 8    | 7    | 4    | 5    | 2    | 2    | 10   | 4    | 4    | 11   | 6.3        |
| Homerton College                           |      |      |      | 25   | 24   | 26   | 25   | 26   | 25   | 25   | 26   | 25.3       |
| Hughes Hall                                |      |      |      | 27   | 27   | 29   | 29   | 29   | 26   | 26   | 27   | 27.5       |
| Jesus College                              | 13   | 11   | 9    | 10   | 9    | 7    | 10   | 9    | 7    | 11   | 16   | 10.2       |
| King's College                             | 20   | 21   | 14   | 16   | 20   | 10   | 17   | 18   | 19   | 17   | 14   | 17.0       |
| Lucy Cavendish College                     |      |      |      | 26   | 26   | 27   | 26   | 24   | 28   | 29   | 29   | 26.9       |
| Magdalene College,                         | 22   | 22   | 15   | 18   | 22   | 20   | 20   | 13   | 5    | 8    | 5    | 17.5       |
| Murray Edwards College (formerly New Hall) | 16   | 23   | 24   | 24   | 23   | 25   | 24   | 23   | 23   | 23   | 23   | 22.8       |
| Newnham College                            | 24   | 24   | 22   | 21   | 13   | 21   | 23   | 22   | 24   | 24   | 25   | 22.1       |
| Pembroke College                           | 6    | 7    | 1    | 3    | 6    | 6    | 4    | 7    | 10   | 6    | 10   | 6.0        |
| Peterhouse                                 | 14   | 19   | 23   | 22   | 21   | 22   | 21   | 25   | 18   | 16   | 7    | 19.0       |
| Queens' College                            | 5    | 5    | 5    | 5    | 8    | 8    | 14   | 11   | 16   | 12   | 17   | 9.6        |
| Robinson College                           | 19   | 14   | 21   | 23   | 16   | 11   | 18   | 20   | 17   | 19   | 19   | 18.0       |
| St. Catharine's College                    | 11   | 18   | 12   | 11   | 7    | 1    | 3    | 5    | 11   | 5    | 9    | 8.5        |
| St Edmund's College                        |      |      |      | 29   | 29   | 28   | 28   | 28   | 29   | 28   | 28   | 28.4       |
| St. John's College                         | 4    | 4    | 11   | 13   | 14   | 12   | 15   | 19   | 20   | 14   | 20   | 13.2       |
| Selwyn College                             | 7    | 12   | 13   | 14   | 11   | 19   | 7    | 4    | 1    | 3    | 6    | 8.8        |
| Sidney Sussex College                      | 23   | 16   | 19   | 15   | 18   | 14   | 9    | 12   | 14   | 22   | 18   | 16.4       |
| Trinity College                            | 2    | 3    | 6    | 8    | 3    | 3    | 5    | 6    | 3    | 1    | 2    | 3.8        |
| Trinity Hall                               | 17   | 15   | 17   | 19   | 12   | 17   | 16   | 16   | 15   | 9    | 4    | 14.3       |
| Wolfson College                            |      |      |      | 28   | 28   | 23   | 27   | 27   | 27   | 27   | 24   | 26.4       |